# Branjin Vrh
Branjin Vrh – wieś w Chorwacji, w żupanii osijecko-barańskiej, w mieście Beli Manastir. W 2011 roku liczyła 993 mieszkańców.